# دفنه کایالار
دفنه کایالار (انگلیسی: Defne Kayalar; ۷ مهٔ ۱۹۷۵ – ) بازیگر اهل ترکیه بود. وی از سال ۱۹۹۶ میلادی تاکنون مشغول فعالیت بوده‌است.
از فیلم‌ها یا برنامه‌های تلویزیونی که وی در آن نقش داشته‌است می‌توان به دلیبال و جزر و مد اشاره کرد.